# Tantamayo
Tantamayo es un complejo arqueológico perteneciente a la cultura yarowilca. Está situado en la región Huánuco, provincia de Huamalíes, distrito de Tantamayo.
El área del complejo es de 65 kilómetros cuadrados. Existen alrededor de 81 sitios arqueológicos.
El complejo está conformado por la ciudadela de Japallan, los graneros de Selmín, Piruro, Susupillo I y II, Jipango, Isoj, Wuiñaj, Ragran y entre otros.
Fue declarado Patrimonio Cultural de la Nación con Resolución Directoral N° 533/INC de 18 de junio de 2002.

## Etimología
El nombre de este yacimiento arqueológico de la cultura yaro,  procede de los vocablos del protoquechua  tanta = pan: mayu = río, de modo que tantamayo significa 'río de pan' 

## Restos arqueológico
- Piruro I[5]
- Piruro II[6]

## Ubicación
Está situado en la Región Huánuco, provincia de Huamalíes, Distrito de Tantamayo.